# Espace vectoriel topologique
En mathématiques, les espaces vectoriels topologiques sont une des structures de base de l'analyse fonctionnelle. Ce sont des espaces munis d'une structure topologique associée à une structure d'espace vectoriel, avec des relations de compatibilité entre les deux structures.
Les exemples les plus simples d'espaces vectoriels topologiques sont les espaces vectoriels normés, parmi lesquels figurent les espaces de Banach, en particulier les espaces de Hilbert.

## Définition
Un espace vectoriel topologique (« e.v.t. ») est un espace vectoriel E sur un corps topologique K (généralement R ou C munis de leur topologie habituelle) muni d'une topologie compatible avec la structure d'espace vectoriel, c’est-à-dire vérifiant les conditions suivantes :
- La somme de deux vecteurs est une application continue de E × E dans E ;
- Le produit d'un scalaire par un vecteur est une application continue de K × E dans E.

La catégorie des espaces vectoriels topologiques sur un corps topologique K, notée TVSK ou TVectK, est la catégorie dont les objets sont les K-espaces vectoriels topologiques et les morphismes sont les applications K-linéaires continues.

## Propriétés
- Un e.v.t. E est en particulier un groupe topologique (pour l'addition). On en déduit deux critères de séparation : E est séparé si et seulement si le singleton réduit au vecteur nul 0 est fermé. Également, E est séparé si et seulement si l'intersection des voisinages de 0 est réduite à {0}.
- Toute translation (par un vecteur quelconque de E) est un homéomorphisme de E dans E :
la translation par x est continue, comme composée de l'addition par l'application qui à y associe (x, y), et sa réciproque est la translation par -x.
- Toute homothétie de rapport non nul est aussi un homéomorphisme de E dans lui-même :
l'homothétie de rapport k est continue, comme composée de la loi externe par l'application qui à y associe (k, y), et sa réciproque est l'homothétie de rapport 1/k.
- Toute application linéaire d'un e.v.t. E dans un e.v.t. F qui est continue au point 0E est uniformément continue sur E.
- Dans un e.v.t., l'adhérence F de tout sous-espace vectoriel F est un sous-espace vectoriel (en effet, 0 ∈ F ⊂ F et l'on a F + F ⊂ F + F ⊂ F et, pour tout scalaire k, kF ⊂ kF ⊂ F). (Une partie A d'un e.v.t. E est dite totale dans E si l'espace vectoriel engendré par A est dense dans E.)
- Dans un e.v.t. réel, l'adhérence et l'intérieur d'une partie convexe sont convexes.

## Espace quotient
Soit F un sous espace vectoriel d'un e.v.t. E, l'espace vectoriel quotient hérite d'une topologie quotient : soit φ la projection canonique de E sur E/F, par définition la topologie induite sur le quotient E/F est la plus fine qui rende φ continue. Les ouverts sont toutes les parties de E/F dont l'image réciproque par φ est ouverte.
- Remarquons que φ est ainsi non seulement continue, mais ouverte, c'est-à-dire que l'image V par φ de tout ouvert U de E est un ouvert de E/F .
En effet, φ−1(V) est un ouvert de E, comme réunion des ensembles U + x quand x parcourt F, qui sont ouverts (car images de l'ouvert U par des translations).
- E/F devient ainsi un e.v.t., c'est-à-dire que sa topologie quotient est compatible avec sa structure d'espace vectoriel quotient.
En effet, soit W un ouvert de E/F, montrons que l'ensemble V = +−1(W) est un ouvert de E/F×E/F, où + désigne l'addition dans E/F (+ désignant celle dans E). D'après la remarque précédente (et par définition de la topologie produit), il suffit de vérifier que V = (φ×φ)(U) pour un certain ouvert U de E×E. Le candidat tout désigné est l'ouvert U = (φ ∘ +)−1(W) qui (par définition de la structure d'espace vectoriel quotient) est aussi égal à (+∘(φ×φ))−1(W) = (φ×φ)−1(V). Par surjectivité de φ on a donc bien (φ×φ)(U) = V, ce qui conclut. Le raisonnement pour la multiplication externe est analogue.
- La topologie de E/F est séparée si et seulement si F est fermé.
En effet, le sous-espace nul de E/F est fermé si et seulement si F est fermé dans E (par passage aux complémentaires et définition de la topologie quotient).

## Voisinages de l'origine
Dans toute cette section, le corps topologique K est un « corps valué » (au sens : muni d'une valeur absolue) non discret (par exemple K = R ou C), et E est un e.v.t. sur K.

### Ensemble absorbant
Une partie U de E est dite absorbante si :
Par continuité en 0 de l'application de K dans E : λ ↦ λv, on a :
Proposition — Tout voisinage de l'origine est absorbant.
La réciproque est clairement fausse, même en dimension finie. Cependant, pour tout convexe fermé absorbant {\displaystyle C} de E, l'ensemble {\displaystyle C\cap -C} est un tonneau, donc un voisinage de 0 si E est un espace tonnelé, par définition. Or tout espace de Banach ou, plus généralement, de Fréchet, ou limite inductive d'espaces de Fréchet, est tonnelé. Ainsi :

Dans un espace de Fréchet ou une limite inductive d'espaces de Fréchet, tout convexe fermé absorbant est un voisinage de l'origine.
On peut se passer de l'hypothèse « fermé » en dimension finie, puisqu'alors, tout convexe non vide a même intérieur relatif que son adhérence.

### Ensemble symétrique
Une partie U de E est dite symétrique si :

### Noyau équilibré d'une partie
Une partie U de E est dite équilibrée (ou cerclée) si :
Le noyau équilibré N d'une partie A de E est la réunion des parties équilibrées de E incluses dans A. C'est un ensemble équilibré car toute réunion d'ensembles équilibrés est équilibrée.
Le noyau de A est donc le plus grand ensemble équilibré inclus dans A.
Ce noyau N est non vide si et seulement si A contient le vecteur nul. Dans ce cas, N contient lui aussi le vecteur nul.
Proposition — Soient N le noyau équilibré d'une partie A de E, et v un vecteur de E. Pour que v appartienne à N, il faut et il suffit que pour tout scalaire λ vérifiant |λ| ≤ 1 on ait λv ∈ A.
En effet, v appartient à N si et seulement si, parmi les parties équilibrées contenant v, au moins l'une d'entre elles est incluse dans A, ou encore si la plus petite d'entre elles, {λv ; |λ| ≤ 1}, est incluse dans A.
Proposition — Le noyau équilibré de tout voisinage de 0 est un voisinage de 0. Plus précisément, tout ouvert contenant le vecteur nul contient un ouvert équilibré contenant le vecteur nul.
En effet, soit {\displaystyle O} un ouvert contenant le vecteur nul. La multiplication externe étant continue, donc continue au point {\displaystyle (0_{K},0_{E})}, il existe un réel {\displaystyle \alpha >0} et un ouvert W contenant le vecteur nul tels que :
L'ensemble {\displaystyle \Omega }, défini comme suit, est alors un ouvert équilibré inclus dans {\displaystyle O} :
De plus cette réunion est non vide (et contient 0) car K est non discret.

## Types d'espaces vectoriels topologiques
Suivant l'application qu'on en fait, on utilise généralement des contraintes supplémentaires sur la structure topologique de l'espace. Ci-dessous se trouvent quelques types particuliers d'espaces topologiques, à peu près classés selon leur « gentillesse ».
- Espaces vectoriels topologiques localement convexes : dans ces espaces, tout point admet une base de voisinages convexes. Par la technique connue sous le nom de fonctionnelle de Minkowski, on peut montrer qu'un espace est localement convexe si et seulement si sa topologie peut être définie par une famille de semi-normes. La convexité locale est le minimum requis pour des arguments géométriques comme le Théorème de Krein-Milman.
- Espaces tonnelés : espaces localement convexes où tout tonneau est un voisinage de 0.
- Espaces de Montel : espaces tonnelés où tout fermé borné est compact.
- Espaces bornologiques : espaces localement convexes où toute partie convexe équilibrée qui absorbe les parties bornées est un voisinage de 0.
- Espaces LF (de)
- Espaces F
- Espaces de Fréchet
- Espaces de Schwartz
- Espaces nucléaires
- Espaces vectoriels normés et semi-normés : espaces localement convexes où la topologie peut être décrite par une unique norme ou semi-norme. Dans les espaces vectoriels normés, un opérateur linéaire est continu si et seulement s'il est borné.
- Espaces préhilbertiens : espaces vectoriels réels (resp. complexes) munis d'un produit scalaire (resp. hermitien). Ils peuvent être de dimension infinie.
- Espaces de Banach : espaces vectoriels normés complets. Une grande partie de l'analyse fonctionnelle est formulée pour des espaces de Banach.
- Espaces réflexifs : espaces de Banach isomorphes à leur double dual. Un exemple important d'espace non réflexif est L1, dont le dual est L∞ mais est strictement contenu dans le dual de L∞.
- Espaces de Hilbert : espaces préhilbertiens complets ; bien que ces espaces puissent être de dimension infinie, la plupart des raisonnements géométriques familiers en dimension finie s'appliquent également.
- Espaces euclidiens ou hermitiens : espaces hilbertiens de dimension finie. Il existe alors une unique topologie conférant à l'ensemble le statut d'espace vectoriel normé. Cette configuration est étudiée dans l'article topologie d'un espace vectoriel de dimension finie.